# Nie wieder Minirock
Nie wieder Minirock (jap. さよならミニスカート, Sayonara Miniskirt) ist eine Mangaserie von Aoi Makino, die seit 2018 in Japan bei Shūeisha erscheint. Sie wurde in mehrere Sprachen übersetzt und ist in die Genres Shōjo, Romantik und Drama einzuordnen.

## Inhalt
Bei einer Autogrammstunde der Idol-Gruppe Pure Club wird deren beliebtestes Mitglied Karen Amamiya von einem der Teilnehmer mit einem Messer angegriffen. Ein halbes Jahr später hat sie ihre Karriere als Idol und ihr bisher betont weibliches Äußeres aufgegeben. Nina Kamiyama, so ihr wirklicher Name, trägt nun als einziges Mädchen an ihrer Schule die Jungenuniform. Auch meidet sie ihre Mitschülerinnen, die sich darin gefallen, möglichst mädchenhaft zu sein. Besonders die hübsche Miku Nagasu tut sich darin hervor. Doch dann kommt es zu einem Übergriff auf Schülerinnen in der Nachbarschaft. Der Lehrer warnt die Mädchen, sie sollen in Gruppen und möglichst früh nach Hause gehen.
Dennoch wird Miku angegriffen. Ihre Klassenkameraden geben ihr eine Mitschuld, weil sie sich so betont weiblich gibt. Nina verteidigt ihre Mitschülerin: egal wie sie sich verhalte oder kleide sei das keine Rechtfertigung für Übergriffe. Dadurch wird Hikaru Horiuchi auf Nina aufmerksam. Dem ebenfalls eher zurückhaltenden Schüler, der seine Zeit lieber mit Judo als mit seinen Klassenkameraden verbringt, ist aufgefallen, dass Nina früher ein Idol war. Doch da Pure Club seiner kleinen Schwester geholfen hat, will er Ninas Geheimnis niemandem verraten.

## Veröffentlichung und Rezeption
Die Serie erscheint seit August 2018 im Magazin Ribon beim Verlag Shūeisha. Dieser bringt die Kapitel seit November 2018 auch gesammelt in bisher drei Bänden heraus (Stand: Oktober 2024). Der erste Band verkaufte sich über 22.000 Mal in der ersten Woche. 2019 wurde der Manga für den Osamu-Tezuka-Kulturpreis nominiert, konnte ihn aber nicht gewinnen.
Eine deutsche Fassung des Mangas erscheint seit November 2020 bei Altraverse. Die Übersetzung stammt von Carina Dallmeier. Eine englische Übersetzung wird von Viz Media als Not Your Idol veröffentlicht, eine französische erscheint bei Soleil und eine chinesische bei Tong Li Publishing in Taiwan.